# Ruch jednostajnie przyspieszony

Wykres zależności od czasu drogi, prędkości i przyspieszenia

Ruch jednostajnie przyspieszony – ruch, w którym prędkość ciała zwiększa się o jednakową wartość w jednakowych odstępach czasu, a ciało porusza się po linii prostej. Ciało takie ma przyspieszenie o stałej wartości, a jego kierunek i zwrot są równe kierunkowi i zwrotowi prędkości tego ciała. Skoro ruch odbywa się po prostej, to opisywany jest w jednowymiarowej przestrzeni, dlatego wszystkie wielkości fizyczne są skalarami.
Wzór:
{\displaystyle a=\mathrm {const} ,}
{\displaystyle v(t)=v_{0}+at.}
Droga, a także wartość przesunięcia, wynosi w tym ruchu, z uwzględnieniem, że w momencie gdy czas równa się zero droga może być różna od zera:
{\displaystyle s=s_{0}+v_{0}t+{\frac {at^{2}}{2}}}
gdzie:
{\displaystyle s} – droga, pokonana przez ciało,
{\displaystyle s_{0}} – droga początkowa ciała,
{\displaystyle v} – prędkość ciała,
{\displaystyle v_{0}} – prędkość początkowa ciała,
{\displaystyle t} – czas trwania ruchu,
{\displaystyle a} – przyspieszenie ciała.